# 高大毛蕨
高大毛蕨（学名：Cyclosorus excelsior）为金星蕨科毛蕨属下的一个种。

## 扩展阅读
- 維基物種上的相關：高大毛蕨